# Aleksy (Pantielejew)
Aleksy, imię świeckie Aleksandr Apołłosowicz Pantielejew (ur. 15 października?/27 października 1874 w Nowodworskiej, zm. 11 września 1948 w Omsku) – rosyjski biskup prawosławny.

## Życiorys
Pochodził z rodziny chłopskiej. W 1895 ukończył seminarium duchowne w Archangielsku i jako najlepszy absolwent został skierowany na studia w Petersburskiej Akademii Duchownej. Po ukończeniu I roku studiów teologicznych przerwał je, by wspierać materialnie rodzinę. W 1896 został zatrudniony w szkole żeńskiej w Ustiugu w charakterze nauczyciela geografii i śpiewu cerkiewnego. Uczył również śpiewu cerkiewnego w szkole przy eparchii wielkoustiuskiej oraz na kursach dla uczących się w szkołach parafialnych wikariatu. W 1901 ożenił się z Sofią Piatliną, a następnie został 22 października tego samego roku wyświęcony na diakona. Jeszcze w tym samym roku został kapłanem i podjął pracę duszpasterską w cerkwi św. Mitrofana przy więzieniu w Wielkim Ustiugu. Od 1902 był proboszczem parafii Zmartwychwstania Pańskiego w tym samym mieście.
W 1909 został skierowany do pracy duszpasterskiej w archieparchii Aleutów i Ameryki Północnej. Przez trzy lata prowadził parafię Wniebowstąpienia Pańskiego w Unalasce, następnie od 1912 do 1913 – w Pittsburghu, od 1913 do 1914 w Brigdeport, do 1915 – w Saint-River i do 1916 w Perth Amboy. Od 1916 kierował domem dla emigrantów rosyjskich w Nowym Jorku, pracował jako wykładowca teologii dogmatycznej i moralnej w prawosławnym seminarium w Nowym Jorku i wykładał język rosyjski w żeńskim college dla Rosjanek na Brooklynie. W 1916 otrzymał godność protoprezbitera. W 1917 ponownie wyjechał na Alaskę, służył w soborze św. Michała Archanioła w Sitce.
W 1921 zmarła jego żona. Cztery lata później złożył wieczyste śluby mnisze, przyjmując imię Aleksy, natychmiast otrzymał godność archimandryty. W 1927 przyjął chirotonię biskupią, zostając wikariuszem eparchii północnoamerykańskiej (według różnych źródeł z tytułem biskupa Alaski lub San Francisco). W 1934 został biskupem Aleutów i Alaski. Od 1942 był także rektorem seminarium duchownego przy monasterze św. Tichona Zadońskiego w South Canaan. 
Po zakończeniu II wojny światowej udał się w 1946 do ZSRR i w roku następnym został arcybiskupem omskim i tarskim. Zmarł po roku sprawowania urzędu.